# Qualificazioni alla Coppa delle nazioni UNCAF 1993
Sono elencate di seguito le date e i risultati per le qualificazioni alla Coppa delle nazioni UNCAF 1993.

## Formula
7 membri UNCAF: Honduras (come paese ospitante) ed El Salvador (come detentore del titolo) sono qualificati direttamente alla fase finale, il Belize non partecipa alle qualificazioni. Rimangono 4 squadre per 2 posti disponibili per la fase finale: le qualificazioni si compongono di un turno unico.
- Playoff - 4 squadre, giocano partite di andata e ritorno. Le vincenti si qualificano alla fase finale.

## Playoff
| San José 16 febbraio 1993                                                                | Costa Rica | 6 – 0 | Nicaragua |  |
| \| \| \| \| \| Astúa 13’ 42’ Rodríguez 37’ Arguedas 60’ Gómez 61’ 78’ \| Marcatori \| \| |            |       |           |  |
|                                                                                          |            |       |           |  |
| Astúa 13’ 42’ Rodríguez 37’ Arguedas 60’ Gómez 61’ 78’                                   | Marcatori  |       |           |  |

| San José 19 febbraio 1993                                    | Nicaragua | 0 – 2                      | Costa Rica |  |
| \| \| \| \| \| \| Marcatori \| 27’ Rodríguez 40’ Paniagua \| |           |                            |            |  |
|                                                              |           |                            |            |  |
|                                                              | Marcatori | 27’ Rodríguez 40’ Paniagua |            |  |

Costa Rica qualificato alla fase finale.
|  | Panama | – | Guatemala |  |

|  | Guatemala | – | Panama |  |

Guatemala ritirato, Panama qualificato alla fase finale.